# Peter Kuhn (Bergmeister)
Peter Kuhn, auch Peter Kühn(e), (getauft am 1. März 1628 in Abertham; † 20. Februar 1682 in Platten) war ein böhmischer Bergmeister und Unternehmer. Als Exulant gehörte er mit zu den Gründern von Johanngeorgenstadt.

## Leben
Peter Kuhn war der Sohn des Simon Kuhn aus Abertham. Kuhn zog nach Platten und kaufte dort von der Jacob Kirchnerin ein Haus. Als Herkunftsort wird im Grundbuch die Bergsiedlung Hengst angegeben.  Seit 1654 betrieb er eine Farbmühle am Breitenbach. Zu Zeiten der Gegenreformation wanderte er als Glaubensflüchtling kurzzeitig nach Johanngeorgenstadt aus, wo er 1658 von Johann Löbel d. J. dessen im Bau befindliches Haus neben der Kirche kaufte. Kuhn gehörte in der neu gegründeten Stadt der Ratsversammlung an und erscheint 1662 als einer von vier Schichtmeistern.
Da man ihm drohte, falls er nicht nach Böhmen zurückkehren sollte, werde seine Farbmühle eingezogen, zog Kuhn nach Platten zurück und konvertierte zum katholischen Glauben. 1671 gab er einen höheren Zoll für böhmische Blaufarbe an, was das Missfallen des Kurfürsten Johann Georg II. von Sachsen erregte. 1682 wurde die Bergmeisterstelle mit Kuhn neu besetzt. Er starb noch im gleichen Jahr im Alter von 54 Jahren weniger 26 Tage. Nach seinem Tode gelangte seine Farbmühle durch die Ehe seiner Witwe Maria Kuhn 1684 mit dem Fleischhauermeister Peter Elster aus Neudek in den Besitz der Familie Elster, die sie weiter bis zu ihrer Stilllegung Anfang des 19. Jahrhunderts betrieben.

## Rezeption
Friedrich Franke schreibt 1854 über Peter Kuhn:
Unerfreulich in der Geschichte des aufblühenden Johanngeorgenstadt sind nur wenige Vorkommnisse. Hierher gehört vor allem, daß drei Exulanten um das Zeitlichen willen schnöde wieder abfielen: Hans Poppenberger, Melchior Siegel, Peter Kühne (Kuhn) [...]